# Sovětsko-japonská válka
Sovětsko-japonská válka (také operace Srpnová bouře nebo bitva o Mandžusko) byla vojenským konfliktem v rámci druhé světové války, který začal krátce po půlnoci 9. srpna 1945 vyhlášením války SSSR Japonsku a sovětskou invazí do japonského loutkového státu Mandžukuo. Sovětské a mongolské síly ukončily japonskou kontrolu nad územím Mandžukuo, Mengkukuo (Vnitřní Mongolsko), severem Koreje, Karafutem a ostrovy Čišima (Kurilské ostrovy). Porážka japonské kuantungské armády pomohla dosáhnout japonské kapitulace a ukončení druhé světové války. Vstup Sovětů do války byl významným faktorem v rozhodnutí japonské vlády bezpodmínečně kapitulovat, protože se ukázalo, že Sovětský svaz nebyl ochoten jednat jako třetí strana při vyjednávání o ukončení nepřátelských akcí za podmínek. Kapitulace byla podepsána na palubě americké lodi USS Missouri. Střet měl pro SSSR a Rusy samotné i smysl odplaty, jelikož tímto vítězstvím smyli potupu porážky z Rusko-japonské války z let 1904-1905.

## Situace před válkou
Japonsko mělo po drobných pohraničních konfliktech se Sovětským svazem v letech 1938 a 1939, ve kterých bylo poraženo, zájem na stabilizaci situace na hranicích jím okupovaného Mandžuska s Mongolskem a se SSSR. Zájem na klidu zbraní měl, vzhledem k narůstající hrozbě útoku Německa, i SSSR. Proto v dubnu roku 1941 byla uzavřena mezi Japonskem a Sovětským svazem dohoda o neútočení, která byla oběma stranami dodržována. Roku 1944, kdy vojska Sovětského svazu postupovala dále do střední Evropy, se začala vytvářet jiná situace. Stalin měl zájem na tom, aby Sovětský svaz mohl v této válce získat území na Dálném východě, která carské Rusko ztratilo za Rusko-japonské války v letech 1904–1905. Své zájmy však měly i USA, které se snažily o to, aby jim v boji proti Japoncům pomohl Sovětský svaz. Výroba atomové bomby byla v nedohlednu, nikdo neznal její očekávané účinky, ani to, zda by její použití donutilo Japonce ke kapitulaci. Spojeným státům hrozilo, že budou muset dobývat vlastní Japonské ostrovy běžnou vojenskou silou, přičemž hrozily velké ztráty.
Na jaltské konferenci v únoru 1945 se Stalin zavázal, že nejpozději do tří měsíců po ukončení bojů v Evropě vypoví Japonsku válku. Dne 5. dubna 1945 Sovětský svaz vypověděl Japonsku dohodu o neútočení, dne 26. července 1945 bylo uveřejněno Postupimské prohlášení, ve kterém spojenci požadovali bezpodmínečnou kapitulaci Japonska, což Japonsko odmítlo. Již od května proudily z Německa a z osvobozené střední Evropy jednotky Rudé armády směrem na Dálný východ. Jednotky byly reorganizovány a vznikly tak tři fronty: Zabajkalský front v čele s maršálem Malinovským o síle 650 tisíc vojáků, 1. dálnovýchodní front  pod vedením maršála K. A. Měreckova o síle 590 tisíc osob a 2. dálnovýchodní front v čele s generálem M. A. Purkajevem o síle 335 tisíc vojáků. Součástí útočných jednotek byly i jednotky Mongolské armády a sovětská Amurská flotila. Další silou k boji s Japonci bylo Tichomořské loďstvo SSSR o síle zhruba 165 000 mužů. V Mandžusku a v Koreji se nacházela japonská Kuantungská armáda pod velením generála Otozó Jamady, která čítala přes jeden milion mužů. Ta se mohla částečně spoléhat na opevněné prostory a obranné linie, které však nepokrývaly celou oblast hranice.

## Průběh války

Hlavní směry útoku Sovětů v Mandžusku a Koreji

Sovětský postup na Jižním Sachalinu a Kurilech

Dne 8. srpna 1945 vypověděl Sovětský svaz v souladu se slibem, který dal spojencům, ke dni 9. srpna 1945 Japonsku válku. Útočná operace nazvaná Srpnová bouře byla zahájena skutečně 9. srpna 1945, přičemž mohutné sovětské údery prolomily na mnoha místech japonskou obranu. Rudá armáda těžila jednak ze své početní převahy, jednak i z převahy technické. Nasadila ostřílené jednotky, které prošly východní frontou a měly bojové zkušenosti. Rychlost sovětského postupu i taktika bleskové války byla ohromující - sovětské tankové oddíly postupovaly až 150 km denně. Kde měli Japonci silnou obranu, provedla Rudá armáda obkličovací manévry a její útočné jednotky postupovaly dále. Tichomořské loďstvo provádělo výsadky na Sachalinu a na Kurilských ostrovech, které postupně obsadilo. Japonští vojáci se pokoušeli situaci stabilizovat, ale jejich odpor byl překonán. Dne 15. srpna se ocitly hlavní sily Kuantungské armády v obklíčení, ale kladly stále odpor. To už věděly, že císař Hirohito vyhlásil kapitulaci, kterou ovšem vedení japonské armády zpočátku ignorovalo.
Kuantungská armáda kapitulovala až 20. srpna, přičemž došlo i ke kapitulaci všech dalších jednotek, které byly obklíčeny v sovětském týlu. Rudá armáda pokračovala v obsazení Mandžuska, její jednotky pronikly až na Korejský poloostrov, který obsadily až po 38. rovnoběžku. Na Sachalinu pokračovaly boje až do 25. srpna, kdy se japonská posádka vzdala. Poslední kurilský ostrov byl obsazen až 1. září 1945, den před podpisem bezpodmínečné kapitulace Japonska.

## Výsledky války
Sovětsko-japonská válka skončila pro Sovětský svaz vítězstvím a úspěchem. Ten za poměrně malých ztrát ovládl veškerá území, která před rokem 1904 patřila carskému Rusku a některé z nich si trvale přivlastnil. Ovládnutím Mandžuska a severu Korejského poloostrova také zásadně změnil politickou geografii tohoto prostoru. Napomohl tím vítězství čínských komunistů v občanské válce a vytvořil potenciálně konfliktní situaci v Koreji, která později eskalovala v Korejskou válku.
Za éry komunismu byl význam sovětského útoku na japonskou armádu přeceňován a vykládán jako rozhodující v porážce Japonska. Bagatelizoval tak celé vojenské snažení USA a jeho spojenců (především nacionalistická Čína a Britské impérium) v předchozích letech (včetně svržení atomových bomb), které bylo hlavním důvodem porážky Japonska ve druhé světové válce.